# ウィッチテイル 見習い魔女と7人の姫
『ウィッチテイル 見習い魔女と7人の姫』（ウィッチテイル みならいまじょとしちにんのひめ、英題:A Witch's Tale）は、日本一ソフトウェアから2009年5月28日に発売されたニンテンドーDS用ゲームソフト。アメリカでは同年10月6日に発売された。

## 概要
御伽話をモチーフにしたファンタジーRPG。本来はイラストを担当したタニエルがコミックの企画として用意していたものをゲーム化した。

## 登場人物
リデル
主人公。魔法学校に通っている見習い魔女。
ルウ
古書を守っていた吸血鬼。
古書の魔女
古書に封印されていた魔女。リデルによって封印を解かれ自由の身となる。
ヘンゼル
氷の国『レム・コルディア』を治める姫。グレーテルの双子の姉。モチーフは『ヘンゼルとグレーテル』のヘンゼル。
グレーテル
お菓子の国『レム・スウィティア』を治める姫。ヘンゼルの双子の妹。モチーフは『ヘンゼルとグレーテル』のグレーテル。
クロネ
猫耳と尻尾を生やした少女。リデルのクラスメイトでルームメイト。
墓ババ
墓守の老婆。
カグヤ
植物の王国『リーフロウ』を治める姫。モチーフは『竹取物語』のかぐや姫。
アクア
海の王国『オルセリア』を治める姫。モチーフは『人魚姫』。
帽子屋
謎の人物。ルウとは顔見知り。モチーフは『不思議の国のアリス』の帽子屋。
チェシャ猫
モチーフは『不思議の国のアリス』のチェシャー猫。
ライラ
砂漠の王国『クア・デゼト』を治める姫。
ドロシー
機械仕掛の王国『アムジス』を治める姫。モチーフは『オズの魔法使い』の主人公。
ジャバウォック
謎の人物。モチーフは『ジャバウォックの詩』のジャバウォック。
三月うさぎ&ねむりねずみ

白兎

## 楽曲
- テーマソング『夢と現実のマージナル』 - ほたてみわこ[2]
- イメージソング『popcorn☆magic』 - 桃井はるこ参加型プロデュースユニット「Summer of Love feat.奥井雅美」[2]

## スタッフ
- プロデューサー - 北條元彦
- キャラクターデザイン - タニエル

## イベント
2009年5月2日に東京秋葉原のゲーマーズ本店にてトークイベントが開催され、AKB48の小林香菜がリデルのコスプレで登場した。